# Gymnogramma bifurcatum
Gymnogramma bifurcatum là một loài dương xỉ trong họ Pteridaceae. Loài này được Kaulf. mô tả khoa học đầu tiên năm 1827.
Danh pháp khoa học của loài này chưa được làm sáng tỏ. 